# Головинський Степан Михайлович
Степан Михайлович Головинський (нар. 19 березня 1956 — пом. 18 червня 2017, Калуш) — радянський футболіст, що грав на позиції захисника. Відомий за виступами у складі команди першої ліги «Спартак» з Івано-Франківська.

## Футбольна кар'єра
Степан Головинський розпочав виступи на футбольних полях у 1977 році в команді другої ліги «Авангард» з Ровно. У 1978 році Головинський грав у складі аматорської команди «Хімік» з Калуша, був капітаном команди, яка в цьому році стала чемпіоном та володарем кубка УРСР серед робітничих команд спортивного товариства «Авангард» на призи «Робітничої газети» та «Спортивної газети». У 1979 році Степан Головинський став гравцем команди першої ліги та «Спартак» з Івано-Франківська, у складі якої грав до початку 1980 року, зіграв у її складі 48 матчів у чемпіонаті, та 8 матчів у розіграші Кубка СРСР. Після 1980 року у складі команд майстрів не грав. Після завершення виступів на футбольних полях Степан Головинський жив у Калуші, де й помер у 2017 році.

## Особисте життя
Сином Степана Головинського є український футболіст Любомир Головинський.